# 法廷遊戯
『法廷遊戯』（ほうていゆうぎ）は、五十嵐律人の長編推理小説。第62回メフィスト賞受賞時に『無辜の神様』より改題された。
2020年7月15日に単行本が発行され、2023年4月14日に講談社文庫から文庫本が発行された。
2022年5月10日発売（11号）の『イブニング』（講談社）にてコミカライズされた。
2023年11月に映画版が公開された。 

## 書籍情報
- 単行本 
  - 講談社、2020年7月15日、ISBN 4-06-518447-9
- 文庫本
  - 講談社文庫、2023年4月14日、ISBN 4-06-529860-1

## 漫画
『イブニング』（講談社）にて2022年11号から2023年6月号まで、その後は「コミックDAYS」にて2023年4月から2024年6月まで連載された。作画担当は束ユムコ。

### 書籍情報（漫画）
- 五十嵐律人（原作）、束ユムコ（漫画）『法廷遊戯』 講談社〈イブニングKC〉、全4巻
  1. 2022年11月22日発売[3]、 ISBN 978-4-06-529953-1
  2. 2023年5月23日発売[4] 、ISBN 978-4-06-531768-6
  3. 2023年11月22日発売[5]、 ISBN 978-4-06-533719-6
  4. 2024年8月22日発売[6]、 ISBN 978-4-06-536592-2

## 映画
2023年11月10日に劇場公開された。監督は深川栄洋、主要キャストは永瀬廉（King & Prince）、杉咲花、北村匠海。

### キャスト
- 久我清義：永瀬廉（King & Prince）[2]（幼少期：渡邉斗翔[8]）
- 織本美鈴：杉咲花[2]
- 結城馨：北村匠海[2]
- 藤方賢二：戸塚純貴
- 結城葵：黒沢あすか
- 隅田春江：倉野章子
- 古野雄一：やべけんじ
- 留木慎介：タモト清嵐
- 奈倉哲：柄本明[9]
- 釘宮昌治：生瀬勝久[9]
- 佐久間悟：筒井道隆[9]
- 沼田大悟：大森南朋[9]

### スタッフ
- 原作：五十嵐律人『法廷遊戯』（講談社文庫）
- 監督：深川栄洋
- 脚本：松田沙也
- 音楽：安川午朗
- プロデューサー：橋本恵一、本郷達也
- 主題歌： King & Prince「愛し生きること」（UNIVERSAL MUSIC）[10]
- 製作：吉村文雄、小林敏之、中村浩子、松本智、東城祐司
- アソシエイトプロデューサー：山本喜彦
- ラインプロデューサー：渡辺修
- 音楽プロデューサー：津島玄一
- 宣伝プロデューサー：泉真人
- スーパーバイザー：土屋勝
- 撮影：石井浩一
- 照明：椎原教貴
- サウンドデザイン：石坂紘行
- 録音：矢野正人
- 美術：黒瀧きみえ
- 装飾：鈴村高正
- 編集：坂東直哉
- スタイリスト：浜井貴子
- ヘアメイク：竹下フミ
- スタイリスト（杉咲花）：渡辺彩乃
- 記録：西川三枝子
- VFX：堀尾知徳
- 助監督：菅原丈雄
- 制作担当：安波公平
- 製作プロダクション：MMJ
- 製作幹事・配給：東映
- 製作：『法廷遊戯』製作委員会（東映、TCエンタテインメント、ジェイ・ストーム、講談社、メディアミックス・ジャパン）